# هربرت لانغ
هربرت لانغ (بالألمانية: Herbert Lang)‏ هو عالم حيوانات ألماني، ولد في 24 مارس 1879 في أورينغين في ألمانيا، وتوفي في 29 مايو 1957.